# 新ビバリーヒルズ青春白書
『新ビバリーヒルズ青春白書』（原題：90210）は、アメリカ合衆国のテレビドラマで、旧ビバリーヒルズ高校白書の続編。CBSテレビジョン・スタジオズ製作により、The CW系列で2008年9月2日から2013年5月まで放送された。
旧ビバヒルから10年後を舞台とし、主人公は、カンザス州からウェスト・ビバリーヒルズ高校に転入してきたウィルソン家の兄妹。旧作から、ケリー役のジェニー・ガース、ブレンダ役のシャナン・ドハーティー、ジャッキー・テイラー役のアン・ギレスピー、ナットさん役のジョー・E・タタ、ドナ・マーティン役のトリ・スペリングがゲスト出演している。また、ブランドン・ウォルシュ役のジェイソン・プリーストリーがシーズン1第18話の監督を務めた。
アメリカでは、2012年10月8日にシーズン5の放送が開始されたが、『ヴァンパイア・ダイアリーズ』や、『ARROW/アロー』などの作品の陰に隠れ、視聴者数の低下によってこのシーズンで打ち切りになった。
日本では2010年4月3日より2010年9月11日までと2011年4月2日から5月28日まで教育テレビでシーズン1全24話が放送された。シーズン2は2011年4月より放送が予定されていたが、3月11日に生じた東日本大震災の影響により放送が延期されたことで6月4日よりEテレ（NHK教育）にて放送され、同年10月29日に終了。その後、引き続きシーズン3が2011年11月5日より2012年3月末まで放送された。シーズン4以降の放送はされていない。第2シーズンまでDVD化されている。

## 登場人物

### 主要人物
アニー・ウィルソン (Annie Wilson)
演 - シェネイ・グライムス、日本語吹替 - 本名陽子
ハリーとデビーの実の娘。家族と共にカンザスからビバリーヒルズに引っ越してきた。ナオミの恋人だったイーサンとは幼馴染みで昔から好意を持っており、後に両想いになるが、ナオミとは仲が悪くなってしまった。イーサンとすれ違いで破局した後はナオミとの仲が修復するが、リアムと浮気したと疑われ、ナオミに嫌がらせを受けてかなり険悪になったが、その後誤解が解けて友人に戻る。また、ナオミから疑われた時に激しく罵られて傷つき、自暴自棄になり飲酒運転によるひき逃げ死亡事故を起こしてしまった。シーズン3では以前アプローチされていたこともあり、リアムと付き合う。
ディクソン・ウィルソン (Dixon Wilson)
演 - トリスタン・ワイルズ、日本語吹替 - 奈良徹
ハリーとデビーの養子で、アニーの義理の兄。ウィルソン家で唯一黒人である。元々はある事情により実母がディクソンの面倒を見られなくなったため、祖母と2人暮らししていた。シーズン1では、養子であることから養父母に実子のように愛されたいと悩んでいた。以前はシルバーと付き合っていたがその後尋常でない彼女の行動から破局。シーズン3ではアイヴィーと付き合うが、彼女がオスカーと寝たことで破局。
ナオミ・クラーク (Naomi Clark)
演 - アナリン・マッコード、日本語吹替 - 小島幸子
チャールズとトレーシーの娘。お金持ちで学校一のパーティーガール。自他ともに認める恋愛体質で、普段から露出の高めな派手で高価なファッションを好んでよく着ている。お嬢様育ちな上お調子者で自己中心的な所もあるが、友達想いで根は優しい性格である。シーズン2では教師のキャノンから性的暴行をされて、心に深い傷を負った。
シーズン1ではイーサンと付き合っていたが破局し、彼女のアプローチでリアムと付き合うも、彼がジェンと寝たことで決別するが、シーズン2で誤解が解け元サヤに。しかしリアムとのすれ違いで破局した。
アイン・シルバー (Silver)
演 - ジェシカ・ストループ、日本語吹替 - 木下紗華
ジャッキー・テイラーとメル・シルバーの娘で、ケリーとデビッドの妹。母ジャッキーの親権下にある。ホラー映画が好きな個性的な少女で、ベジタリアン。シーズン1の第18話で双極性障害を患っていることが発覚する。
エイドリアナ・テイト＝ダンカン (Adrianna Tate-Duncan)
演 - ジェシカ・ロウンズ、日本語吹替 - 弓場沙織
あまり成功していないが、女優・歌手の仕事をしている。ナヴィドとは幼馴染み。シーズン1で薬物中毒により荒れた生活を送っていたが、リハビリ施設に入所して克服した。同じ時期にタイの子供を身ごもるが、ナヴィドたちの支えもあり悩んだ末、出産してすぐに養子に出した。芸能活動を優先してシーズン3に高校を退学した。
ナヴィド (Navid Shirazi)
演 - マイケル・スティーガー、日本語吹替 - 勝杏里
ポルノ映画界の大物プロデューサーを父に持つ。父親がイラン人。エイドリアナと交際していて、彼女が薬物中毒になった時も妊娠した時も献身的に支え続けた。基本的に優しい性格で、友達想い。ブレイズ（学校のニュースを扱う学生の集まり）のメンバーを取り仕切っている。
リアム・コート (Liam Court)
演 - マット・ランター、日本語吹替 - 加瀬康之
ハンサムで一匹狼的。ナオミと親密になるも、ジェンの策略にハマって浮気してしまったり、ナオミの自己中心的な性格も相まって破局。その後アニーにアプローチする。
テディ・モンゴメリー (Teddy Montgomery)
演 - トレヴァー・ドノヴァン、日本語吹替 - 杉村憲司
シーズン2から出演。テニスのアマチュア選手で、ウェストビバリーヒルズ高校に転入してきた。かつてはエイドリアナと付き合っていた。シーズン2ではテニスの世界でトップを目指していたが、シーズン3で靭帯断裂でテニスを断念。
シーズン2では様々な女性と軽く交際するプレイボーイであり、シルバーと付き合う。シーズン3ではイアンと過ごすうちに自身がゲイであることを確信した（本人は以前から自分がゲイかもしれないことは感じていたが、認めたくない気持ちもあって確信は持てなかった）。
アイビー (Ivy)
演 - ジリアン・ジンサー、日本語吹替 - 花村さやか
登場：シーズン2 - 4
シーズン2から出演。サーフィンが得意。一見サバサバしていて特にサーフィンにかけてはリアムたちと張り合うほど勝気な性格だが、普段は繊細で女の子っぽい性格で弱気な面もある。両親は離婚しており、音楽事務所を経営している母と暮らしている。女の子らしいスカートやかわいい服はあまり着ず、ジーンズなどを好んで着ている。
当時はリアムに想いを寄せていたが、彼にフラれてディクソンと付き合う。

### その他の主要人物
イーサン・ワード (Ethan Ward)
演 - ダスティン・ミリガン、日本語吹替 - 阪口周平
シーズン1に出演。シーズン2でも名前は何度か出てくる。ラクロス部のスター。ナオミやアニーの元彼、後にシルバーとも付き合いかける。優しい性格。
タイ・コリンズ (Ty Collins)
演 - アダム・グレゴリー、日本語吹替 - 杉山大
ルックスが良く、校内一の富豪。アニーと付き合いかけるが、エイドリアナと寝て彼女を妊娠させてしまう。
ジャスパー (Jasper Herman)
演 - ザカリー・レイ・シャーマン、日本語吹替 - 浪川大輔
シーズン2に出演。アニーが起こしたひき逃げ事故で亡くなった男性の甥。ひき逃げ事故という弱みにつけ込んでアニーに好意を持って近づき、強引に付き合いストーカーとなった。趣味は映画撮影。ナイフを持ち歩いていたり、クスリを生徒に売っていたり、ヤクの売人と疑ったナヴィドを階段から突き落としてケガをさせたり、証拠隠滅のためにウィルソン家の車を盗むなど何をするか分からない怖い性格。
オスカー (Osker)
演 - ブレア・レッドフォード、日本語吹替 - 三上哲
シーズン3に出演。アイビーの幼なじみ。実は、過去にアイビーの母親に自身の家庭を崩壊させられたことを恨んでいた。アイビーと母親にそれぞれ体の関係を持ち、そのことを2人に話して家族を崩壊させるという復讐をしようとした。後にナオミに興味を持つが、進展はなかった。
イアン (Ian)
演 - カイル・リアブコ、日本語吹替 - 成瀬誠
シーズン3に出演。周りには、自身がゲイであることをカミングアウトしている。生徒たち主催のパーティーやイベントの司会などで盛り上げるのが得意。
チャーリー (Churly)
演 - エヴァン・ロス、日本語吹替 - 板倉光隆
シーズン3に出演。大学生。リアムの腹違いの兄。ある事情によりリアムから一方的にひどく嫌われている。アニーと付き合うが、リアムと進展させて身を引いた。
ラージ
シーズン3に出演。大学生。たまたま薬局でアイビーと出会ったことから仲良くなり、その後結婚しアイビーの夫となる。

### アニーの家族
デビー・ウィルソン (Debbie Wilson)
演 - ロリ・ロックリン、日本語吹替 - 佐々木優子
登場：シーズン1 - 3
アニーとディクソンの母。家族思いな女性だが、結構気が強く嫉妬深い面もある。ハリーとは隠し子のことやケリーとの不倫疑惑、子育てについての意見の違いなどで徐々に溝ができてしまい、シーズン2で離婚した。シーズン3ではライアンと交際する。
ハリー・ウィルソン (Harry Wilson)
演 - ロブ・エステス、日本語吹替 - 落合弘治
登場：シーズン1 - 2
アニーとディクソンの父で、ウェスト・ビバリーヒルズ高校の校長だった。高校生時代は遊び人だったようで、付き合っていたナオミの母・トレーシーとの間に子供ができて、養子に出した過去がある。シーズン2で上級生に利用されたディクソンが夜の学校に勝手に侵入した事件に関わり、ディクソンの犯行関与の証拠隠滅を画策してことの責任を取ってクビになった。同時にデビーとはそれまでに徐々に折り合いが悪くなったため、離婚して家を出ていった。
タビサ・ウィルソン (Tabitha Wilson)
演 - ジェシカ・ウォルター、日本語吹替 - 久保田民絵
ハリーの母で、アニーとディクソンの祖母。1970年代に名声を博した女優で、一般人とは違った独特の感性を持っている。ビバリーヒルズの自分の豪邸でアニーたちと一緒に暮らしていたが、女優の仕事のオファーを受けてシーズン1で家を出ていった。

### ナオミの家族
ジェン・クラーク (Jen Clark)
演 - サラ・フォスター、日本語吹替 - 甲斐田裕子
ナオミの姉。抜け目がない策士。金銭や高価なものへの執着心が強く、ナオミや金持ちの男性などに嘘をついてでも、財産や高価な物を手に入れようとする。一時、ナオミと同居するも、内心快く思っていなかったナオミの鼻を折るため、優しい姉を演じながら裏ではナオミの恋人・リアムと浮気するなどトラブルを起こしたため不仲になる。その後ナオミと和解する。マシューズとの間に子どもが産まれたが、子育てに苦慮している。
トレーシー・クラーク (Tracy Clark)
演 - クリスティーナ・ムーア、日本語吹替 - 安永亜季
ナオミの母。高校時代にハリーと付き合っており、彼の子供を産んで養子に出している。
チャールズ・クラーク (Charles Clark)
演 - ジェームズ・パトリック・スチュワート、日本語吹替 - 青山穣
ナオミの父。シーズン1で愛人がおり、トレーシーとの夫婦生活は破綻してしまい、ナオミを悩ませた。

### その他
ライアン・マシューズ (Ryan Matthews)
演 - ライアン・エッゴールド、日本語吹替 - 荻野晴朗
国語教師。ラクロス部の顧問も務めている。生徒たちには厳しい一面もあるが、自身はこれまでに多くの女性と付き合ったり、飲酒運転したり教師らしからぬ行動を取っている。ジェンとの間に子供ができた。
ケリー・テイラー (Kelly Taylor)
演 - ジェニー・ガース、日本語吹替 - 松本梨香
ウェスト・ビバリーヒルズ高校のガイダンスカウンセラー。ディランとの息子サミーを一人で育てている。デビーにハリーと不倫してるのではと誤解されたことがある。長年、母親のジャッキーとは確執があったが母が末期の癌に冒され、シルバーの説得により和解して母の最後を看取った。シーズン1とシーズン2の途中まで出演。
ブレンダ・ウォルシュ (Brenda Walsh)
演 - シャナン・ドハーティー、日本語吹替 - 小金澤篤子
ウェスト・ビバリーヒルズ高校で演劇の指導をする。
ドナ・マーティン (Donna Martin)
演 - トリ・スペリング、日本語吹替 - 安達忍
日本でデザイナーの仕事をしている。ケリーとシルバーに会いに突然ロスにやってくる。シーズン1の19及び20話にゲスト出演。

## エピソードリスト

### シーズン1
| 各話 | 邦題                   | 原題                                 | 備考 |
| ---- | ---------------------- | ------------------------------------ | ---- |
| 1    | ここはカンザスじゃない | We're Not In Kansas Anymore          |      |
| 2    | ジェットでデート       | The Jet Set                          |      |
| 3    | ファミリーナイト       | Lucky Strike                         |      |
| 4    | バリア                 | The Bubble                           |      |
| 5    | 春のめざめ             | Wide Awake and Dreaming              |      |
| 6    | 終わりを悟る時         | Model Behavior                       |      |
| 7    | 誕生日には…ホラー!     | Hollywood Forever                    |      |
| 8    | 学園祭の夜に           | There’s No Place Like Homecoming     |      |
| 9    | 秘密と嘘               | Secrets and Lies                     |      |
| 10   | 招かれざる客           | Games People Play                    |      |
| 11   | 女の友情               | That Which We Destroy                |      |
| 12   | つかの間の親子         | Hello, Goodbye, Amen                 |      |
| 13   | 恋人たちの行方         | Love Me or Leave Me                  |      |
| 14   | 避けられない現実       | By Accident                          |      |
| 15   | 責任の取り方           | Help Me, Rhonda                      |      |
| 16   | それぞれのバレンタイン | Of Heartbreaks and Hotels            |      |
| 17   | 愛に溺れて             | Life’s a Drag                        |      |
| 18   | 壊れた心               | Off the Rails                        |      |
| 19   | おかえり ドナ!         | Okaeri, Donna!                       |      |
| 20   | サイン                 | Between a Sign and a Hard Place      |      |
| 21   | 迷惑な居候             | The Dionysian Debacle                |      |
| 22   | 親になる覚悟           | The Party’s Over                     |      |
| 23   | 波乱のプロム           | Zero Tolerance                       |      |
| 24   | 青春の光、愛情の影     | One Party Can Ruin Your Whole Summer |      |

### シーズン2
| 各話 | 邦題               | 原題                              | 備考 |
| ---- | ------------------ | --------------------------------- | ---- |
| 1    | 新たなスタート!    | To New Beginnings!                |      |
| 2    | 嫉妬にかられて     | To Sext or Not Sext               |      |
| 3    | 船上の嵐           | Sit Down, You're Rocking the Boat |      |
| 4    | ポルノ・キング     | The Porn King                     |      |
| 5    | ナオミの進学大作戦 | Environmental Hazards             |      |
| 6    | ナイフの男         | Wild Alaskan Salmon               |      |
| 7    | サーファー・ガール | Unmasked                          |      |
| 8    | 女たちの嘘         | Women's Intuition                 |      |
| 9    | 最後のバースデー   | A Trip to the Moon                |      |
| 10   | さよならを言うとき | To Thine Own Self Be True         |      |
| 11   | 鷲は舞い降りた     | And Away They Go!                 |      |
| 12   | 冬の恋人たち       | Winter Wonderland                 |      |
| 13   | 気まずい二人       | Rats & Heroes                     |      |
| 14   | ガール・ファイト!  | Girl Fight                        |      |
| 15   | 過去にとらわれて   | What's Past is Prologue           |      |
| 16   | 小さな嘘           | Clark Raving Mad                  |      |
| 17   | 偽りのカップル     | Sweaty Palms and Weak Knees       |      |
| 18   | 嘘の代償           | Another Another Chance            |      |
| 19   | 悩める人々         | Multiple Choices                  |      |
| 20   | ジェンの逆襲       | Meet the Parent                   |      |
| 21   | 届かぬ想い         | Javianna                          |      |
| 22   | 告白               | Confessions                       |      |

### シーズン3
| 各話 | 邦題                 | 原題                                      | 備考 |
| ---- | -------------------- | ----------------------------------------- | ---- |
| 1    | 4年生だ ベイビー!    | Senior Year, Baby                         |      |
| 2    | 仕掛けられた罠       | Age of Inheritance                        |      |
| 3    | 眠れぬ夜             | 2021 Vision                               |      |
| 4    | オトコを競り落とせ！ | The Bachelors                             |      |
| 5    | こんにちは 赤ちゃん  | Catch Me If You Cannon                    |      |
| 6    | 裸の季節             | How Much Is That Liam In the Window       |      |
| 7    | イギリスから来た男   | I See London, I See France...             |      |
| 8    | ママはつらいよ       | Mother Dearest                            |      |
| 9    | 隠しきれない思い     | They’re Playing Her Song                  |      |
| 10   | 心の絆創膏           | Best Lei'd Plans                          |      |
| 11   | クリスマス狂想曲     | Holiday Madness                           |      |
| 12   | 嘘つきたち           | Liars                                     |      |
| 13   | 魂の浄化             | It's Getting Hot in Here                  |      |
| 14   | 裏切り               | All About a Boy                           |      |
| 15   | フクロウを探せ！     | Revenge with the Nerd                     |      |
| 16   | あきらめない女       | It's High Time                            |      |
| 17   | ブルーなナオミ       | Blue Naomi                                |      |
| 18   | 最高の春休み         | The Enchanted Donkey                      |      |
| 19   | ゴミ屋敷の大女優     | Nerdy Little Secrets                      |      |
| 20   | サヨナラの前に       | Women on the Verge                        |      |
| 21   | 不確かな未来         | The Prom Before the Storm、To the Future! |      |

### シーズン4
| 各話 | 邦題                 | 原題                                   | 備考 |
| ---- | -------------------- | -------------------------------------- | ---- |
| 1    | 空回りの青春         | Up In Smoke                            |      |
| 2    | 新生活の始まり       | Rush Hour                              |      |
| 3    | 社交クラブ狂想曲     | Greek Tragedy                          |      |
| 4    | 華麗なる女の戦い     | Let the Games Begin                    |      |
| 5    | 社会奉仕は楽しく     | Party Politics                         |      |
| 6    | あなたを信じたい     | Benefit of the Doubt                   |      |
| 7    | 仮装パーティ         | It's the Great Masquerade, Naomi Clark |      |
| 8    | ラスベガスの一夜     | Vegas, Maybe?                          |      |
| 9    | 思わぬすれ違い       | A Thousand Words                       |      |
| 10   | 感謝祭の告白         | Smoked Turkey                          |      |
| 11   | 前へ進む時           | Project Runaway                        |      |
| 12   | 波乱の聖夜           | O Holly Night                          |      |
| 13   | 過去との決別         | Should Old Acquaintance Be Forgot?     |      |
| 14   | あなたを守りたい     | Mama Can You Hear Me?                  |      |
| 15   | 大渋滞の日           | Trust, Truth and Traffic               |      |
| 16   | 踏んだり蹴ったり     | No Good Deed                           |      |
| 17   | それぞれの夢         | Babes in Toyland                       |      |
| 18   | 泥試合の2人          | Blood Is Thicker Than Mud              |      |
| 19   | 愛する人のために     | The Heart Will Go On                   |      |
| 20   | ウソの功罪           | Blue Ivy                               |      |
| 21   | 心の裏側             | Bride and Prejudice                    |      |
| 22   | 言葉にできない気持ち | Tis Pity                               |      |
| 23   | 完璧なフィアンセ     | A Tale of Two Parties                  |      |
| 24   | 手を伸ばすなら今     | Forever Hold Your Peace                |      |

### シーズン5
| 各話 | 邦題                       | 原題                                          | 備考 |
| ---- | -------------------------- | --------------------------------------------- | ---- |
| 1    | 死が二人を分かつまで       | Till Death Do Us Part                         |      |
| 2    | 変化の時                   | The Sea Change                                |      |
| 3    | 痛みを乗り越えて           | It's All Fun and Games                        |      |
| 4    | キャンプ場の週末           | Into the Wild                                 |      |
| 5    | やっかいな愛               | Hate 2 Love                                   |      |
| 6    | フェノミコンへようこそ     | The Con                                       |      |
| 7    | 99の問題点                 | 99 Problems                                   |      |
| 8    | ホームカミング             | 902–100                                       |      |
| 9    | すべては愛のために         | The Things We Do for Love                     |      |
| 10   | 惨めな愛の結末             | Misery Loves Company                          |      |
| 11   | 夢の指南者                 | We're Not Not In Kansas Anymore               |      |
| 12   | 別れの予感                 | Here Comes Honey Bye Bye                      |      |
| 13   | すれ違う現実               | #realness                                     |      |
| 14   | かけがえのない妹           | Brother From Another Mother                   |      |
| 15   | 夢の第一歩                 | Strange Brew                                  |      |
| 16   | ビーチは本日も晴天なり     | Life's a Beach                                |      |
| 17   | ダンナ様はどこ？           | Dude, Where's My Husband?                     |      |
| 18   | あるエスコートガールの肖像 | A Portrait of the Artist As a Young Call Girl |      |
| 19   | 決戦はニューヨーク         | The Empire State Strikes Back                 |      |
| 20   | ぶつかり合う夢             | You Can't Win Em All                          |      |
| 21   | ロイヤル・スキャンダル     | Scandal Royale                                |      |
| 22   | 未来への第一歩             | We All Fall Down                              |      |